# Kościół Narodzenia Najświętszej Marii Panny w Biechowie
Kościół pw. Narodzenia Najświętszej Marii Panny w Biechowie – zabytkowy kościół parafialny w Biechowie, w powiecie wrzesińskim, w województwie wielkopolskim.

## Historia
Historia kościoła sięga początków XI wieku kiedy to mówi się o nim jako o dawno już istniejącym miejscu kultu religijnego. Pierwsze wzmianki historyczne pochodzą z 1232 wspominają zdobycie biechowskiego grodu przez księcia śląskiego Henryka Brodatego. Pierwotne dobra biechowskie były dobrami królewskimi. Władcom przypisuje się założenie grodu oraz budowę drewnianego kościoła pw. św. Piotra w XI wieku. Dobra trafiają do rąk prywatnych właścicieli w XIV stuleciu. Pierwszymi z nich była rodzina Doliwów z Dębna i Biechowa o przydomku "Kot". W latach 1334–1345 był nim Mikołaj Doliwa - wojewoda poznański. W roku 1439 posesorem dóbr zostaje Maciej Kot - kasztelan nakielski. 
W końcu XVI wieku kościół przechodzi w ręce luteranów, kiedy rodzina Pępowskich zmienia wyznanie. Do 1612 został doprowadzony przez nich do ruiny. Zostaje zwrócony katolikom, po czym kościół zostaje rozebrany i wybudowany nowy drewniany. Jego Konsekracji  dokonał sufragan poznański ks. Biskup Marian Kurski 7 listopada 1677. 
W 1718 Świętosław Smarzewski, nowy właściciel Biechowa, sprowadza księży Filipinów z Gostynia. Obdarowuje klasztor dobrami ziemskimi i wznosi drewniany klasztor. Tę fundację zatwierdził papież Innocenty XIII w 1721. W 1725 przystąpiono do budowy nowej murowanej świątyni oraz klasztoru pod kierunkiem fundatora i właściciela Biechowa Franciszka Kowalskiego. Na skutek wad konstrukcyjnych, kościół podczas burzy uległ zniszczeniu. W 1737 rozpoczęto budowę od nowa i zakończono ją w 1765, dzięki wsparciu finansowemu miecznika poznańskiego Bieńkowskiego. Dwa lata później nowy barokowy kompleks spłonął podczas wielkiego pożaru, który spowodowali kupcy ruscy. W 1770 - od uderzenia pioruna - płonie dach kościoła nadwerężając strukturę budowli. Natychmiast dokonano remontu - wzmocniono mury oraz zlikwidowano dobudowane wieże, które groziły zawaleniem. 
W 1804 księża Filipini opuszczają Biechowo. Opiekę duszpasterską nad parafią przejmują księża diecezjalni, od 1969 OO. Paulini. 

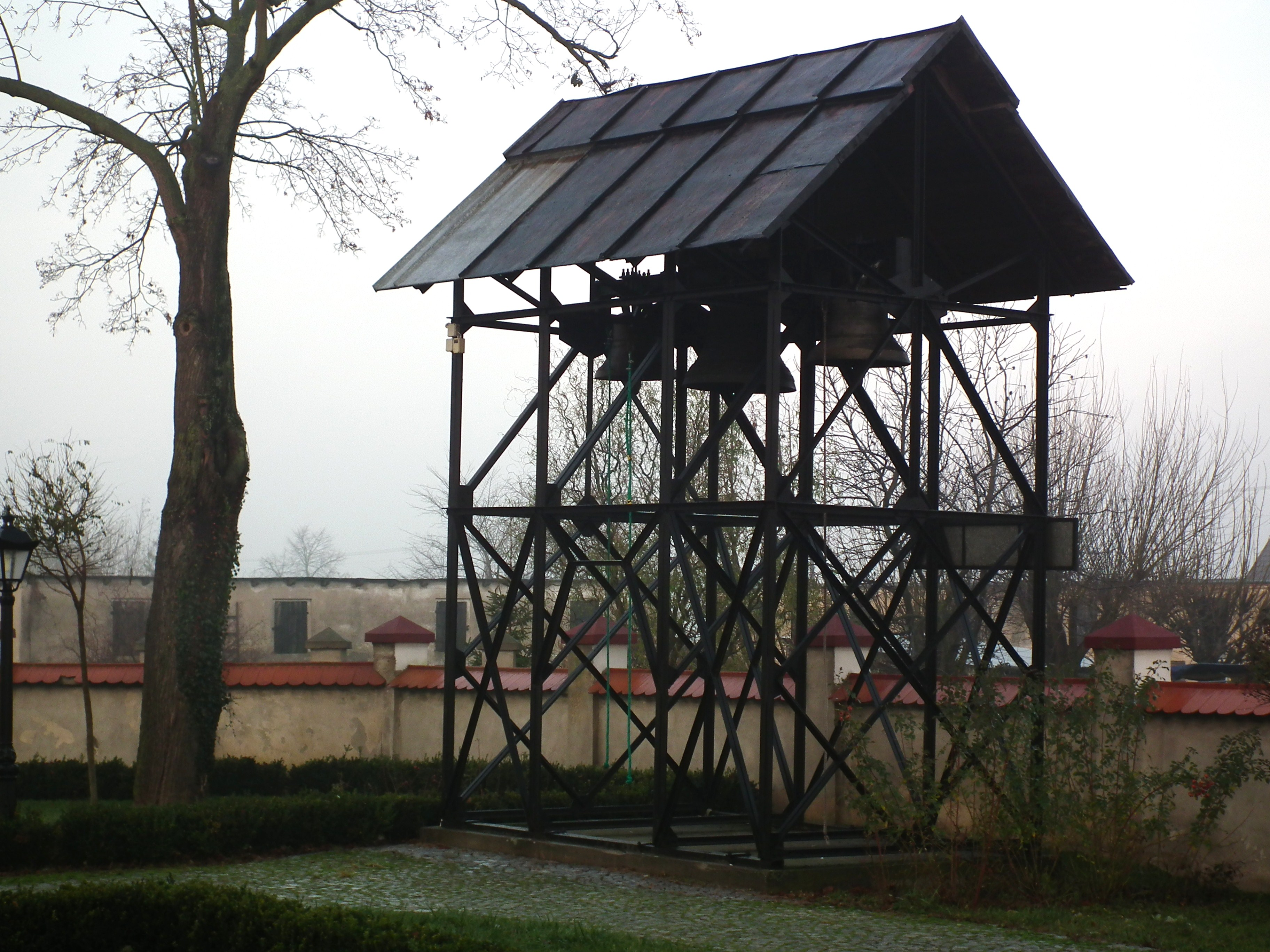
Dzwonnica

Do dzisiaj istniejący kościół wraz z klasztorem jest budowlą z tego czasu. Zachował się w niej jeden styl późnobarokowy o rokokowym wystroju wnętrza. Świątynia jest trzynawowa, halowa, z dwoma emporami, o wymiarach 40x20x14m. Może pomieścić ok. 2800 osób. Kościół i parafia od II poł. XVII w. jest pod wezwaniem Narodzenia NMP i Apostołów św. Piotra i Pawła.
W świątyni, w ołtarzu głównym znajduje się czczony obraz Matki Bożej Pocieszenia, który 12 września 1976 roku został ukoronowany przez kard. Stefana Wyszyńskiego. 

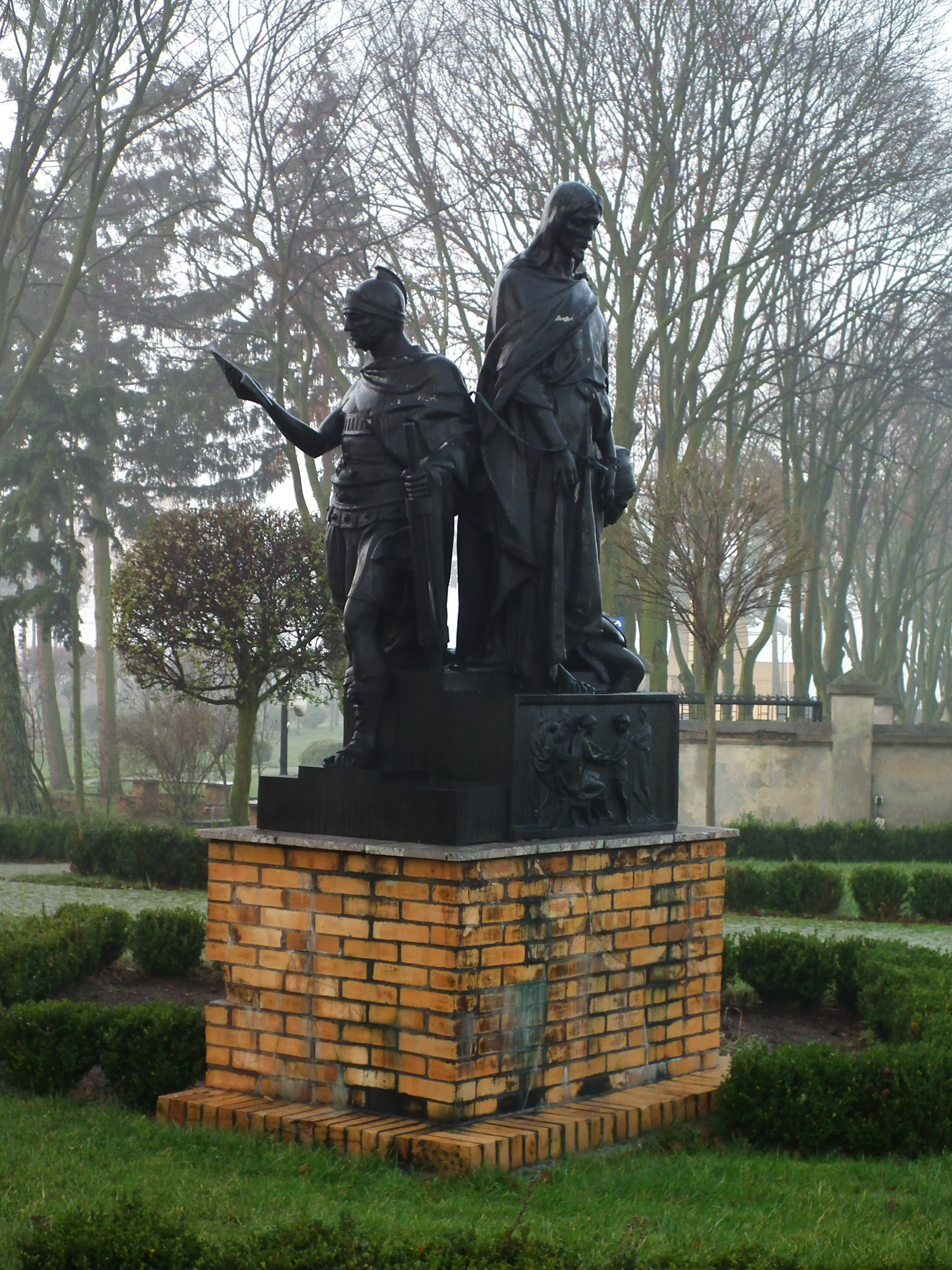
Pomnik

U schyłku PRL, od listopada 1984, przez kolejne lata co miesiąc sprawowano Mszę św. w intencji Ojczyzny. Do Sanktuarium przybywały liczne grupy ludzi pracy, inteligencji oraz rolnicy zrzeszeni w "Solidarności". Pielgrzymi ufundowali pomnik ku czci zamordowanego przez SB ks. Jerzego Popiełuszki i tablicę wotywną upamiętniającą Poznański Czerwiec 1956 oraz uczcili pamięć żołnierzy Armii Krajowej i oficerów poległych w Katyniu. Na ścianach świątyni znajdują się pamiątki upamiętniające te wydarzenia.